# Projekt 22160
Das Projekt 22160, nach dem Typschiff auch als Wassili-Bykow-Klasse bezeichnet, ist eine Klasse von sechs Korvetten der Schwarzmeerflotte der russischen Marine. Sie stuft die Klasse als schweres Patrouillenboot ein.
Die Schiffe sind modular ausgelegt und können in kurzer Zeit für spezifische Missionen ausgerüstet werden.

## Geschichte

### Bau
Die Kiellegung der ersten Einheit des Projekt 22160 erfolgte am 26. Februar 2014 unter dem Namen Wassili Bykow auf der Schiffswerft Selenodolsk in Selenodolsk. Die Korvette lief im August 2017 vom Stapel.
Ursprünglich war geplant, neben den bestellten sechs Einheiten weitere sechs Boote zu bauen. Diesen Folgeauftrag zog die russische Marine im Juni 2022 (zur Zeit des Russischen Überfalls auf die Ukraine 2022) mit der offiziellen Begründung wegen mangelnder Leistungen zurück.

### Zwischenfälle
Seit seiner Indienststellung gab es mehrere Zwischenfälle und Angriffe auf Schiffe dieses Typs.

#### Angriffe auf dieSergei Kotowim Juli und September 2023
Am 25. Juli 2023 wurde die Sergei Kotow 370 Kilometer südwestlich von Sewastopol von zwei ukrainischen Überwasserdrohnen angegriffen. Nach Angaben des russischen Verteidigungsministeriums wurden die Drohnen durch Beschuss in einer Entfernung von 1000 und 800 Metern zerstört.
Einen weiteren Angriff mit zwei ukrainischen Überwasserdrohnen am 14. September 2023 machte die ukrainische Seite am 18. September publik, Russland bestätigte ihn. Laut ukrainischen Meldungen wurde die Sergei Kotow schwer beschädigt, sie werde längere Zeit in Reparatur sein. Die russische Seite meldete, dass alle angreifenden Marinedrohnen zerstört worden seien.

#### Warnschüsse derWassili Bykowauf Frachter im August 2023
Die Wassili Bykow stoppte am 13. August 2023 mit Warnschüssen den türkischen Frachter Sukru Okan, der – unter der Flagge des Pazifikstaates Palau – auf dem Weg in den ukrainischen Donauhafen Ismajil war. Der Frachter soll laut russischem Militär nicht auf Stoppsignale reagiert haben. Nach Warnschüssen aus automatischen Waffen stoppte das Schiff. Von der Wassili Bykow wurde ein Hubschrauber mit Soldaten zur Kontrolle des Frachters bzw. der Fracht übergesetzt. Der Frachter durfte nach der Kontrolle die Fahrt fortsetzen. Dem Online-Schiffstracker Vesselfinder nach dürfte sich der Zwischenfall dicht vor der türkischen Küste ereignet haben.

#### Explosionen auf derPawel Derschawinim Oktober 2023
Im Oktober 2023 kam es zu einer Explosion auf der Pawel Derschawin im Schwarzen Meer. Nach ukrainischen Angaben war die 2020 in Dienst gestellte Korvette durch die Explosion am 11. Oktober 2023 nahe dem Hafen von Sewastopol beschädigt worden. Die Ursache der Explosion war zunächst unklar, genannt wurden Angriffe durch ukrainische Drohnen, ukrainische Raketen oder das Auflaufen auf eine russische Seemine. Laut Ukrinform soll die Ursache ein Angriff mit Seedrohnen des Typs Sea Baby gewesen sein. Am 13. Oktober 2023 meldeten ukrainische Stellen, dass die Pawel Derschawin zusammen mit einem Kriegsschiff der Bujan-Klasse erneut mit Seedrohnen angegriffen und beschädigt worden sein soll.

#### Versenkung derSergei Kotowim März 2024
Am 5. März 2024 berichtete der ukrainische Militärgeheimdienst HUR, die Sergei Kotow bei einem Drohnenangriff mit MAGURA-V5-Seedrohnen in ukrainischem Hoheitsgewässer nahe der Kertsch-Straße vor der Halbinsel Krim versenkt zu haben. Durchgeführt wurde die Operation von der ukrainischen Spezialeinheit „Gruppe 13“. Auch der prorussische Militärblog „Belorusski Silowik“ und der dem russischen Verteidigungsministerium nahestehende Blog „Rybar“ meldeten, dass das Schiff getroffen worden sei. Einzelne russische Medien sprachen von der Zerstörung des Schiffs, der Angriff ist in einem Video des HUR zu sehen. Die strategisch wichtige Krim-Brücke war in der Nacht nach Drohnenangriffen gesperrt.

## Einheiten
| Bau-Nr. | Kennung | Name                                 | Bauwerft                              | Kiellegung        | Stapellauf       | Indienststellung  | Bemerkungen (Flotte)                                                          |
| ------- | ------- | ------------------------------------ | ------------------------------------- | ----------------- | ---------------- | ----------------- | ----------------------------------------------------------------------------- |
| 161     | 368     | Wassili Bykow (Василий Быков)        | Schiffswerft Selenodolsk, Selenodolsk | 26. Februar 2014  | August 2017      | 20. Dezember 2018 | aktiv (Schwarzes Meer)                                                        |
| 162     | 375     | Dmitri Rogatschjow (Дмитрий Рогачёв) | Schiffswerft Selenodolsk, Selenodolsk | 25. Juli 2014     | 2017             | 11. Juni 2019     | aktiv (Schwarzes Meer)                                                        |
| 163     | 363     | Pawel Derschawin (Павел Державин)    | Saliw-Werft, Kertsch                  | 18. Februar 2016  | 21. Februar 2019 | 27. November 2020 | soll im Oktober 2023 durch eine ukrainische Seedrohne beschädigt worden sein. |
| 164     | 383     | Sergei Kotow (Сергей Котов)          | Saliw-Werft, Kertsch                  | 8. Mai 2016       | 29. Januar 2021  | Mai 2022          | versenkt, 5. März 2024 (nach ukrainischen Angaben)                            |
| 165     |         | Wiktor Weliki (Виктор Великий)       | Schiffswerft Selenodolsk, Selenodolsk | 25. November 2016 | 7. Mai 2024      |                   | im Bau                                                                        |
| 166     |         | Nikolai Sipjagin (Николай Сипягин)   | Schiffswerft Selenodolsk, Selenodolsk | 13. Januar 2018   |                  |                   | im Bau                                                                        |

## Technische Beschreibung

### Rumpf und Antrieb
Der Rumpf einer Einheit der Klasse ist 91,4 Meter lang, 14,5 Meter breit und hat bei einer Verdrängung von 1300–1500 Tonnen einen Tiefgang von 4,8 Metern. Der Antrieb erfolgt durch Dieselmotoren und Gasturbinen, mit einer Gesamtleistung von 34.000 PS (25.000 kW). Die Leistung wird an zwei Wellen mit je einer Schraube abgegeben. Die Höchstgeschwindigkeit beträgt 30 Knoten (56 km/h).

### Bewaffnung
Auf dem Vorschiff befindet sich ein 57-mm-(А-220М)- oder 76,2-mm-(AK-176MA)-Geschütz. Zur Luftverteidigung ist ein Gibka-Mehrfachstarter für Igla-Luftabwehrraketen installiert. Optional können die Korvetten mit zwei Vierfachstartern für Schiff-Schiff- bzw. Schiff-Land-Lenkflugkörper vom Typ Kalibr sowie dem Luftabwehrsystem Schtil-1 ausgerüstet werden.
Ein Kamow Ka-27 Hubschrauber in einem Hangar erweitert die operativen Fähigkeiten des Schiffes.